# Muhallebi
Il muhallebi (in arabo محلبی‎?, anche riportato con la grafia muhallabieh e muhallabiyya), muhallebi in Turco, è un dolce della cucina levantina. Il dolce è simile a un budino e composto da, zucchero, farina di riso e latte.

## Storia
Le origini del dolce si perdono nella leggenda e vengono fatte risalire all'epoca della Persia sasanide (224-651). Secondo una leggenda, il muhallebi fu introdotto nella cucina araba alla fine del settimo secolo da un cuoco persiano che lo servì a un generale arabo di nome Al-Muhallab ibn Abi Sufra. Quest'ultimo avrebbe apprezzato così tanto il piatto che gli avrebbe dato il suo nome. In origine, durante il decimo secolo, esistevano tre ricette diverse di muhallebi: la prima era a base di latte addensato e riso macinato, la seconda veniva usata miscelando latte, chicchi di riso e pollo, mentre la terza conteneva una crema pasticcera all'uovo senza riso. La prima ricetta del muhallebi fu attribuita a Ibn Sayyar al-Warraq di Baghdad. Due libri di cucina araba del tredicesimo secolo pubblicati rispettivamente da Muhammad bin Hasan al-Baghdadi e da un autore dell'Andalusia, contengono una variazione speziata e con la carne di montone al posto di quella di pollo. Le origini persiane del piatto sono confermate dal tomo di cucina andaluso.
Esistono documenti risalenti all'epoca dell'Impero ottomano che riportano due versioni differenti del muhallebi: una con pollo tagliuzzato (tavuk göğsü) servita durante il regno di Maometto II, e una ricetta successiva degli anni trenta del Cinquecento senza carne e aromatizzata con acqua di rose.
Un libro di cucina inglese del diciannovesimo secolo contenente una ricetta per preparare il muhallebi definisce l'alimento "torta di Ramazan" (Ramazan cake). La ricetta è a base di latte, farina di riso e zucchero che vengono fatti bollire fino a quando la massa del composto non si riduce. Successivamente, la "torta di Ramazan" viene cosparsa di estratto di rosa o gelsomino e lasciata raffreddare prima di essere cosparsa di zucchero a velo.

## Varianti

### Tavuk göğsü

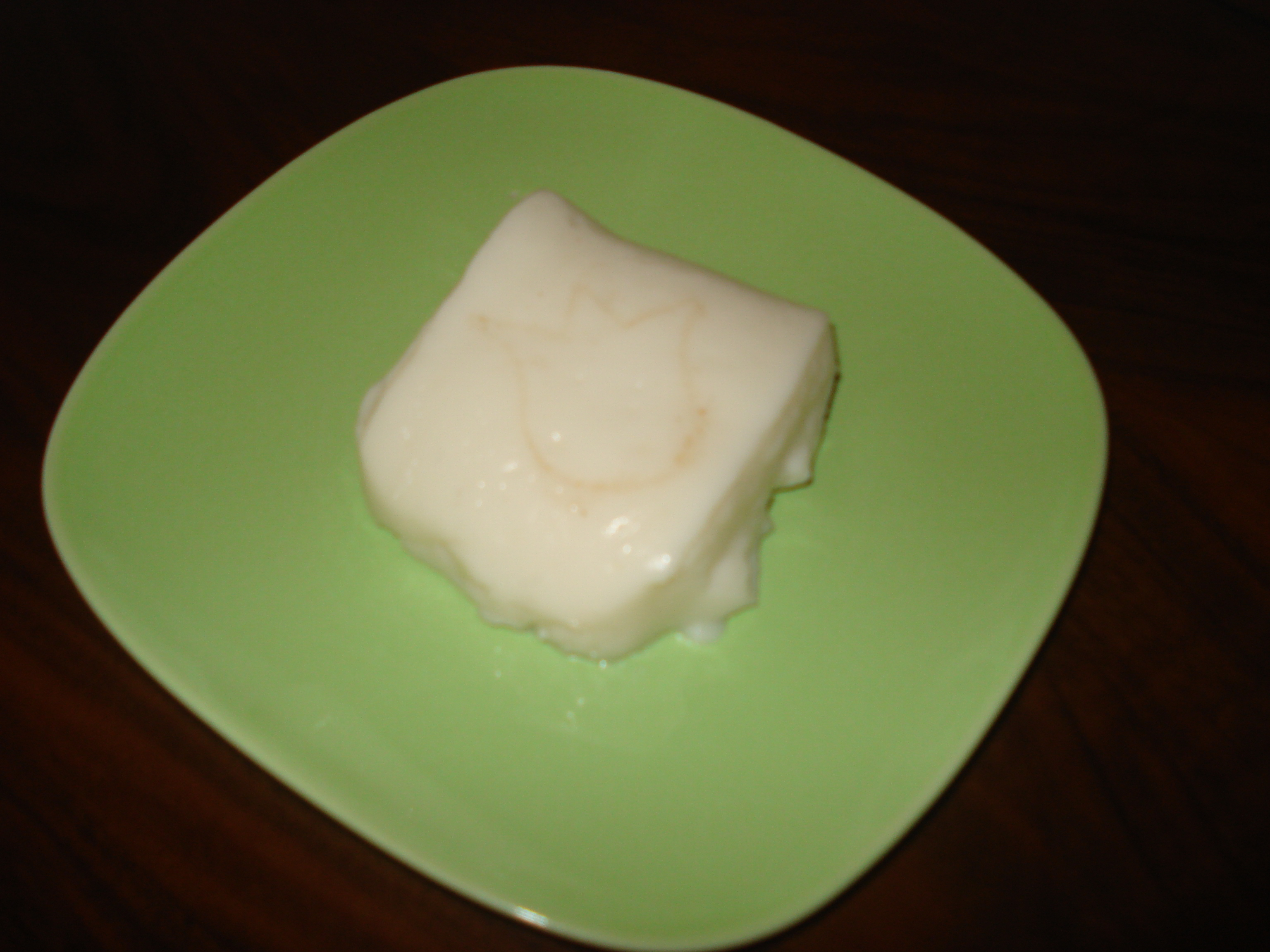
Tavuk göğsü (2007)

Il tavuk göğsü è un dolce simile al muhallebi a base di carne consumato solamente in Turchia. Sebbene non abbia il sapore del pollo, la carne tagliuzzata conferisce al dessert una consistenza distintiva. L'ufficiale navale George Coleman De Kay dichiarò che il budino "deve il suo peculiare sapore eccellente alla presenza del petto di polli molto giovani, che sono in qualche modo così intimamente mescolati e incorporati con la crema da essere appena distinguibili". Il kazandibi è invece una variante del classico tavuk göğsü in cui lo strato inferiore viene caramellato. Quando viene servito, il dolce viene poi ribaltato.

### Sakızlı muhallebi
Il sakızlı muhallebi è una variante del muhallebi con il mastic. Questo dolce può contenere amido di mais o di grano e può essere addensato con la farina di riso a seconda delle preferenze del cuoco.

### Malabi

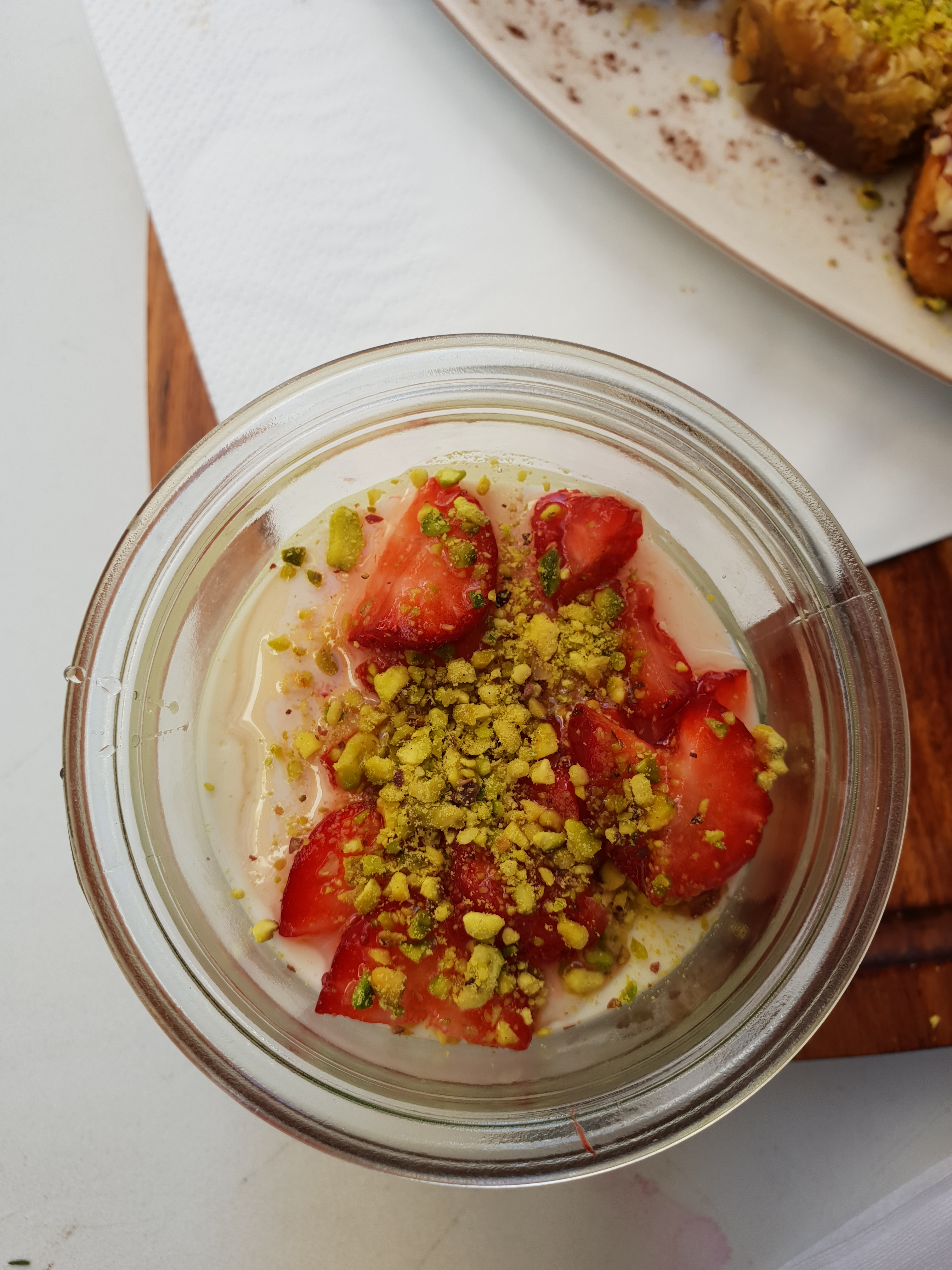
Malabi (2019)

Il malabi (in ebraico מלבי‎?) è un dolce popolare israeliano con panna, latte cotto con amido di mais e aromatizzato con acqua di rose o di arancia e insaporito con pistacchi tritati e cocco essiccato. Il malabi ha pertanto vari elementi in comune con il cosiddetto keşkül turco e, secondo quanto riportato nel loro volume Jerusalem: A Cookbook (2012), gli chef Yotam Ottolenghi e Sami Tamimi sostengono che il budino al latte sarebbe "l'equivalente dolce del salab", una farina di tuberi del genere orchis da cui si ricava un'omonima bevanda calda. In occasione di alcune celebrazioni in cui non è possibile consumare latte o carne, come il Talmud, il latte viene rimpiazzato dal succo d'uva e reso pertanto un cosiddetto piatto pareve.
In alcune case di sefarditi, il malabi viene servito per interrompere il digiuno durante la festa ebraica dello Yom Kippur. Viene anche consumato durante i matrimoni ebrei in Turchia per simboleggiare la dolce vita che la coppia vivrà. I sefarditi lo servono anche durante lo Shavuot, ricorrenza in cui si è soliti mangiare cibo caseario. Tuttavia, secondo lo storico alimentare Gil Marks, la vera ragione che spinge i sefarditi a servire il malabi durante lo Shavuot è la presenza dell'acqua di rose sul dolce, in quanto tale celebrazione viene anche ricordata per essere la cosiddetta "festa delle rose".

### Mahalebi
Il mahalebi (Μαχαλεπί) o mahalepi cipriota non contiene latte ed è a base di acqua, zucchero, farina di mais o amido e può includere l'acqua di rose. I ciprioti aggiungono sopra di essa uno sciroppo chiamato triantafyllo (τριαντάφυλλο).